# Liste von Burgen und Schlössern in Liechtenstein
Die Liste von Burgen und Schlössern in Liechtenstein nennt erhaltene und baufällige Burgen und Schlösser in Liechtenstein.

## Liste
| Bezeichnung                                           | Ort          | Bemerkungen | Bild |
| ----------------------------------------------------- | ------------ | --- | ---- |
| Schloss Vaduz (auch Hohenliechtenstein)               | Vaduz        | Sitz des Fürstenhauses Liechtenstein |      |
| Burg Gutenberg                                        | Balzers      | Heute im Landesbesitz. Kulturprogramm. |      |
| Ruine Schalun (auch Wildschloss)                      | Vaduz        | Höhenburg, Ruine. |      |
| Ruine Alt-Schellenberg (auch Untere Burg)             | Schellenberg | Ruine. |      |
| Ruine Neu-Schellenberg (auch Obere Burg Schellenberg) | Schellenberg | Ruine. |      |
| Burg Trisun                                           | Triesen      | Abgegangen, überbaut von der Kapelle St. Mamerten, Turm der Kapelle in Resten aus der Burganlage der Edlen von Trisun, 12. Jahrhundert                                                                |      |
| Wehrkirche Bendern                                    | Bendern      | ursprünglicher befestigter Höhensitz, kirchlich umgebaut, heute Pfarrkirche und bezinntes Pfarrhaus mit Wehrmauerresten; älteste Kirche Liechtensteins und geschichtsträchtiger Ort für das Unterland |      |

Die mythische Eschinerburg sei zur Information angeführt. Ihre Existenz und genaue Lage ist jedoch nicht gesichert.